# Las tres R (investigación con animales)

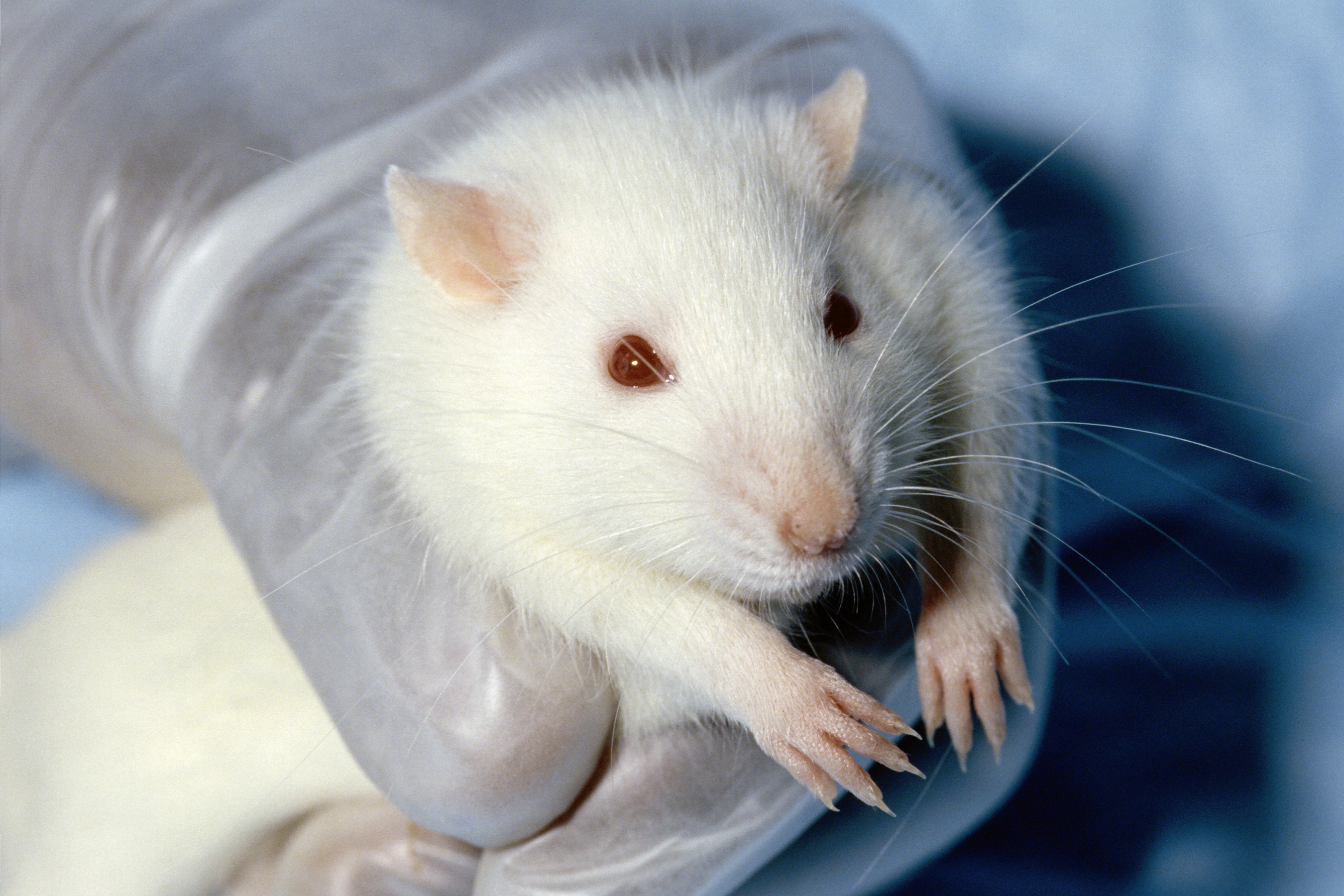
Una Rata de laboratorio Wistar

Las Tres R (3R) en relación con la ciencia son principios rectores para un uso más ético de los animales en las pruebas. Fueron descritos por primera vez por WMS Russell y RL Burch en 1959. Las 3R son:
1. Reemplazo : métodos que evitan o reemplazan el uso de animales en la investigación.
2. Reducción : uso de métodos que permitan a los investigadores obtener niveles comparables de información de menos animales, u obtener más información del mismo número de animales.
3. Refinamiento : uso de métodos que alivian o minimizan el dolor, el sufrimiento o la angustia potenciales y mejoran el bienestar animal de los animales utilizados.

Las 3R tienen un alcance más amplio que simplemente fomentar alternativas a la experimentación con animales, pero tienen como objetivo mejorar el bienestar animal y la calidad científica donde no se puede evitar el uso de animales. En muchos países, estas 3R ahora son explícitas en la legislación que rige el uso de animales.
Es habitual poner en mayúscula la primera letra de cada uno de los tres principios 'R' (es decir, 'Reemplazo' en lugar de 'reemplazo') para evitar la ambigüedad y aclarar la referencia a los principios de las 3R.

## Historia
En 1954, la Federación de Universidades para el Bienestar Animal (UFAW) decidió patrocinar una investigación sistemática sobre el progreso de las técnicas humanas en el laboratorio. En octubre de ese año, William Russell, descrito como un joven zoólogo brillante que resultó ser también un psicólogo y un erudito clásico, y Rex Burch, un microbiólogo, fueron designados para inaugurar un estudio sistemático de técnicas de laboratorio en su ética. aspectos. En 1956, prepararon un informe general para los comités de la Federación, y este informe formó el núcleo del libro que se completó a principios de 1958. Durante gran parte del período trabajaron con un Comité Consultivo especial, presidido por el profesor PB Medawar .
Como contribución al centenario de El origen de las especies , las citas al comienzo de cada capítulo son todas de las obras de Charles Darwin .

## Alcance y desarrollo
Un error común de las 3R es que se refieren únicamente al reemplazo; sin embargo, su alcance es mucho más amplio.
Reemplazo: en el libro original, las 3R estaban restringidas, arbitrariamente, a los vertebrados. Russell y Burch discutieron la posibilidad de sufrir con referencia a la sensibilidad . Usaron el término "técnica de reemplazo" para cualquier método científico que usa material no sensible para reemplazar métodos que usan vertebrados vivos conscientes. Este material no sensible incluía plantas superiores, microorganismos y los endoparásitos metazoarios más degenerados que, argumentaron, tenía sistemas nerviosos y sensoriales que estaban casi atrofiados. Reconocieron que la exclusión arbitraria de invertebrados significó que en varios contextos, estas especies podrían ser consideradas como posibles reemplazos de sujetos vertebrados; denominaron a esta "sustitución comparativa". Russell y Burch también consideraron los niveles de reemplazo. En el "reemplazo relativo", los animales todavía son necesarios, aunque durante un experimento no están expuestos, probablemente o con certeza, a ninguna angustia. En "sustitución absoluta", los animales no son necesarios en absoluto en ninguna etapa.
Las estrategias de reemplazo incluyen:
1. Cultivo de tejidos
2. Órganos perfundidos
3. Rodajas de tejido
4. Fracciones celulares
5. Fracciones subcelulares

Las interpretaciones más recientes del principio de reemplazo sugieren el uso preferido de métodos no animales sobre los métodos animales siempre que sea posible lograr los mismos objetivos científicos, es decir, los invertebrados no se consideran reemplazos adecuados para los vertebrados. Sin embargo, otros como el Centro Nacional para el Reemplazo, Refinamiento y Reducción de Animales en Investigación (NC3R) abogan por el uso de algunos invertebrados en estudios de reemplazo. Por lo tanto, el término 'Reemplazo' puede referirse al uso de una especie supuestamente menos sensible, como en "reemplazo relativo".
Russell y Burch, que escribieron hace seis décadas, no podrían haber anticipado algunas de las tecnologías que han surgido hoy. Una de estas tecnologías, los cultivos celulares en 3D , también conocidos como organoides o mini órganos, han reemplazado a los modelos animales para algunos tipos de investigación. En los últimos años, los científicos han producido organoides que pueden usarse para modelar enfermedades y probar nuevos medicamentos. Los organoides crecen in vitro en armazones (hidrogeles biológicos o sintéticos como Matrigel ) o en un medio de cultivo. Los organoides se derivan de tres tipos de células madre humanas o animales: células madre pluripotentes embrionarias (ESC), células madre somáticas adultas (ASC) y células madre pluripotentes inducidas (iPSC). Estos organoides se cultivan in vitro e imitan la estructura y función de diferentes órganos como el cerebro, el hígado, los pulmones, los riñones y el intestino. Los organoides se han desarrollado para estudiar enfermedades infecciosas. Los científicos de la Universidad Johns Hopkins han desarrollado mini organoides cerebrales para modelar cómo Covid-19 puede afectar el cerebro. Los investigadores han utilizado organoides cerebrales para modelar cómo el virus del Zika interrumpe el desarrollo del cerebro fetal. Los tumores —cultivos de células en 3D derivados de células obtenidas por biopsia de pacientes humanos— se pueden utilizar para estudiar la genómica y la resistencia a los fármacos de los tumores en diferentes órganos. Los organoides también se utilizan para modelar enfermedades genéticas como la fibrosis quística, enfermedades neurodegenerativas como Alzheimer y Parkinson, enfermedades infecciosas como MERS-CoV y norovirus e infecciones parasitarias como Toxoplasma gondii. Human- and animal-cell-derived organoids are also used extensively in pharmacological and toxicological research. organoides derivados de células humanas y animales también se utilizan ampliamente en la investigación farmacológica y toxicológica. </ref> enfermedades neurodegenerativas como Alzheimer y Parkinson, enfermedades infecciosas como MERS-CoV y norovirus e infecciones parasitarias como Toxoplasma gondii. Human- and animal-cell-derived organoids are also used extensively in pharmacological and toxicological research.
Reducción: la reducción se refiere a métodos que minimizan el número de animales utilizados por estudio. Russell y Burch sugirieron que se podría lograr una reducción en el número de animales utilizados de varias maneras. Una forma general en la que se puede producir una gran reducción es mediante la elección correcta de estrategias en la planificación y ejecución de líneas completas de investigación. Un segundo método consiste en controlar la variación entre los animales utilizados en los estudios, y un tercer método es el diseño y análisis cuidadosos de los estudios. Con la llegada, el desarrollo y la disponibilidad de las computadoras desde las 3R originales, se pueden utilizar grandes conjuntos de datos en el análisis estadístico, reduciendo así el número de animales utilizados. En algunos casos, mediante el uso de estudios publicados anteriormente, el uso de animales puede evitarse por completo evitando la replicación innecesaria. Las técnicas modernas de obtención de imágenes junto con los nuevos métodos de análisis estadístico también permiten reducir el número de animales utilizados.
Refinamiento: Russell y Burch escribieron: " Supongamos que, para un propósito particular, no podemos usar técnicas de reemplazo. Supongamos que estamos de acuerdo en que usaremos todos los recursos de la teoría y la práctica para reducir al mínimo el número de animales que tenemos que emplear. es en este punto que comienza refinamiento, y su objeto es simplemente para reducir a un mínimo absoluto la cantidad de angustia impuesta a aquellos animales que todavía se utilizan. "  Entre las áreas de experimentos que se pueden refinados son el procedimiento a utilizar , la idoneidad de la especie (su idoneidad para el procedimiento y sus respuestas a un entorno de laboratorio en general). Las técnicas de perfeccionamiento pueden incluir:
1. Técnicas no invasivas
2. Regímenes anestésicos y analgésicos apropiados para aliviar el dolor
3. Entrenar a los animales para que cooperen voluntariamente con los procedimientos (por ejemplo, muestreo de sangre) para que tengan un mayor control sobre el procedimiento reduce la angustia
4. Provisión de alojamiento apropiado para la especie y enriquecimiento ambiental que satisfaga las necesidades físicas y de comportamiento de los animales (por ejemplo, brindando oportunidades para anidar a los roedores)

La definición de refinamiento ha evolucionado a partir de la proporcionada por Russell y Burch. Actualmente se acepta comúnmente una nueva definición, cualquier enfoque que evite o minimice el dolor, la angustia y otros efectos adversos reales o potenciales experimentados en cualquier momento durante la vida de los animales involucrados y que mejore su bienestar. refinamiento abarca no solo los daños directos asociados con el uso de animales, sino los daños indirectos o contingentes asociados con la cría, el transporte, el alojamiento y la cría.

## Crítica
Algunos han criticado las Tres R por lo que llaman "ambigüedades" y tensiones en la comprensión e implementación de los diferentes aspectos del enfoque: Refinamiento, Reducción y Reemplazo. Esto se debe, en parte, a que diferentes partes interesadas (por ejemplo, experimentadores con animales, figuras institucionales, responsables políticos, activistas y el público) pueden interpretar las Tres R de manera diferente. Los principios de las 3R no abordan algunas cuestiones, como la ética del uso de animales en la investigación, sino que se centran en mejorar el uso humanitario de los animales que se utilizan. 
Otros han señalado que la promoción de las 3R no ha logrado reducir el número de animales utilizados en experimentos. Sin embargo, esto puede ser el resultado de un malentendido de la definición de "Reducción", no una reducción absoluta en el número de animales utilizados, sino una reducción en el número de animales utilizados por estudio. Por su naturaleza, es difícil estimar el número de animales que no se utilizan en procedimientos científicos como resultado de las técnicas de Reemplazo o Reducción; sin embargo, a pesar del rápido aumento de la investigación médica, el número de animales no ha aumentado al mismo ritmo.
En una revisión de docenas de artículos que involucraban ratones en experimentos de dolor prolongado, los investigadores encontraron que "no había referencias a las" 3R "" que a su vez "plantean serias dudas sobre si los principios de sustitución, reducción y refinamiento de las 3R están siendo adecuados implementado por investigadores e instituciones ". Los investigadores continuaron: "El hecho de que las 3R o cualquiera de los componentes de las 3R (Reemplazar, Reducir o Refinar) no se mencionaran en ninguno de los ... estudios sugiere que los investigadores del dolor prolongado en ratones pueden desconocer o ser indiferentes al marco de las 3R. y que este aspecto no se considera relevante en el proceso de revisión por pares de manuscritos para revistas científicas ... [L] a proporción creciente del número de estudios . Tras una revisión de la calidad del diseño experimental en artículos de revistas publicados, incluido el uso de las 3R, se encontró que el uso y la presentación de informes sobre estos principios era esporádico. Como resultado, lasdirectricesARRIVE (Animal Research: Reporting of In Vivo Experiments) se desarrollaron y se publicaron en 2010. Las directrices ARRIVE presentan una lista de 20 puntos de elementos que deben informarse en publicaciones que han utilizado animales en investigación, incluidos cálculos del tamaño de la muestra, descripciones explícitas del enriquecimiento ambiental empleado y evaluaciones relacionadas con el bienestar realizadas durante el estudio. Muchas revistas ahora requieren que los autores cumplan con las pautas de ARRIVE en la preparación de manuscritos. Una revisión de seguimiento publicada en 2014 encontró que todavía había niveles bajos de notificación de algunos elementos, como la notificación de métodos estadísticos apropiados y la evitación de sesgos.
En una encuesta de científicos en Portugal que se habían capacitado recientemente en las Tres R, los investigadores encontraron que un "número sorprendentemente grande de investigadores desconocían el principio de las 3R, incluso aquellos que habían trabajado con modelos animales durante más de 10 años" y que, posteriormente la formación en las Tres R "no cambió las percepciones sobre las necesidades actuales y futuras para el uso de animales en la investigación", pero aumentó el conocimiento de la aplicación de las 3 R Los autores encontraron que la formación que proporcionaron "parece tener poca influencia sobre la aceptación por parte de los investigadores de alternativas de reemplazo al uso de animales ".

## Organizaciones
El Ministerio del Interior (Reino Unido)e lideró el Grupo Interdepartamental sobre Reducción, Refinamiento y Reemplazo, cuyo objetivo es mejorar la aplicación de las 3R y promover la investigación de alternativas, reduciendo la necesidad de pruebas de toxicidad mediante un mejor intercambio de datos y fomentando la validación y aceptación de alternativas. El Grupo de Intercambio de Datos elaboró el Condordat de Intercambio de Datos Interdepartamental publicado en agosto de 2000 y fue reformado en junio de 2002 para considerar el alcance para una mayor aplicación de las 3R. A raíz de la respuesta del Gobierno al informe del Comité Selecto de la Cámara de los Lores sobre animales en procedimientos científicos, se pidió al Grupo que explorara el alcance de un centro del Reino Unido para la investigación de las 3R.  El Grupo informó a los Ministros que había apoyo para un organismo que actuaría como un medio para dar a conocer y coordinar mejor lo que ya se ha hecho mediante la investigación de las 3R. En mayo de 2004, se anunció que las NC3R en el Reino Unido actuarían como punto focal para la investigación de las 3R. Aunque los principios de las 3R estaban implícitos en la legislación del Reino Unido en virtud de la Ley de Animales (Procedimientos Científicos) (1986) , la Directiva 2010/63 / UE que rige el uso de animales en la Unión Europea hace que los principios sean explícitos y los investigadores deben Demostrar el uso de técnicas de Reemplazo, Reducción y Refinamiento en investigaciones con animales.